# Peter Norbeck Outdoor Education Center
Le Peter Norbeck Outdoor Education Center – ou Peter Norbeck Visitor Center – est un office de tourisme américain dans le comté de Custer, au Dakota du Sud. Protégé au sein du parc d'État de Custer, cette structure dessinée par l'architecte Harold Spitznagel a été construite par le Civilian Conservation Corps dans le style rustique du National Park Service entre 1934 et 1936. Elle est inscrite au Registre national des lieux historiques sous le nom de Custer State Park Museum depuis le 30 mars 1983.